# Стрибки на батуті на літніх Олімпійських іграх 2020 — чоловіки
Змагання зі стрибків на батуті серед чоловіків на літніх Олімпійських іграх 2020 відбулися 31 липня Гімнастичному центрі Аріаке. Змагалися 16 спортсменів з 12-ти країн.

## Розклад
Вказано Японський стандартний час (UTC+9)
| Дата                  | Час   | Раунд        |
| --------------------- | ----- | ------------ |
| Субота, 31 липня 2021 | 13:00 | Кваліфікація |
| Субота, 31 липня 2021 | 14:50 | Фінал        |

## Результати
Правила кваліфікації: перші 8 гімнастів (1-ша + 2-га спроба) виходять до фіналу. 

### Кваліфікація
| Місце | Спортсмен                    | Країна                           | 1-ша спроба | 2-га спроба | Загалом | Примітки |
| ----- | ---------------------------- | -------------------------------- | ----------- | ----------- | ------- | -------- |
| 1     | Іван Литвинович              | Білорусь (BLR)                   | 53.515      | 60.040      | 113.555 | Q        |
| 2     | Владислав Гончаров           | Білорусь (BLR)                   | 53.180      | 60.220      | 113.400 | Q        |
| 3     | Ділан Шмідт                  | Нова Зеландія (NZL)              | 52.415      | 59.705      | 112.120 | Q        |
| 4     | Домінік Кларк                | Австралія (AUS)                  | 52.130      | 59.550      | 111.680 | Q        |
| 5     | Дон Дон                      | Китай (CHN)                      | 52.275      | 59.375      | 111.650 | Q        |
| 6     | Дайкі Кісі                   | Японія (JPN)                     | 52.205      | 59.335      | 111.540 | Q        |
| 7     | Андрій Юдін                  | Олімпійський комітет Росії (ROC) | 51.770      | 59.475      | 111.245 | Q        |
| 8     | Дмитро Ушаков                | Олімпійський комітет Росії (ROC) | 49.795      | 59.690      | 109.485 | Q        |
| 9     | Анхель Ернандес              | Колумбія (COL)                   | 51.350      | 54.580      | 105.930 | R1       |
| 10    | Сеїф Шеріф                   | Єгипет (EGY)                     | 45.810      | 50.380      | 96.190  | R2       |
| 11    | Діогу Абреу                  | Португалія (POR)                 | 52.135      | 41.285      | 93.420  |          |
| 12    | Просторов Микола Миколайович | Україна (UKR)                    | 51.385      | 41.185      | 92.570  |          |
| 13    | Олексій Шостак               | США (USA)                        | 51.165      | 30.985      | 82.150  |          |
| 14    | Ґао Лей                      | Китай (CHN)                      | 52.245      | 10.575      | 62.820  |          |
| 15    | Рьосуке Сакай                | Японія (JPN)                     | 38.935      | 23.315      | 62.250  |          |
| 16    | Аллан Морант                 | Франція (FRA)                    | 14.590      | 6.490       | 21.080  |          |

## Фінал
| Місце | Ім'я                     | Складність | Виконання | Політ  | Штраф | Загалом |
| ----- | ------------------------ | ---------- | --------- | ------ | ----- | ------- |
| 1     | Іван Литвинович (BLR)    | 18.200     | 16.500    | 17.915 |       | 61.715  |
| 2     | Дон Дон (CHN)            | 17.800     | 16.600    | 17.135 |       | 61.235  |
| 3     | Ділан Шмідт (NZL)        | 17.800     | 16.300    | 16.975 |       | 60.675  |
| 4     | Владислав Гончаров (BLR) | 17.900     | 16.300    | 17.365 |       | 60.565  |
| 5     | Дмитро Ушаков (ROC)      | 17.100     | 16.500    | 17.100 |       | 59.600  |
| 6     | Андрій Юдін (ROC)        | 17.800     | 15.200    | 16.735 |       | 58.235  |
| 7     | Дайкі Кісі (JPN)         | 17.300     | 14.900    | 16.915 |       | 57.815  |
| 8     | Домінік Кларк (AUS)      | 7.400      | 6.600     | 7.255  |       | 24.955  |